# Krzątka (gromada)
Krzątka – dawna gromada, czyli najmniejsza jednostka podziału terytorialnego Polskiej Rzeczypospolitej Ludowej w latach 1954–1972.
Gromady, z gromadzkimi radami narodowymi (GRN) jako organami władzy najniższego stopnia na wsi, funkcjonowały od reformy reorganizującej administrację wiejską przeprowadzonej jesienią 1954 do momentu ich zniesienia z dniem 1 stycznia 1973, tym samym wypierając organizację gminną w latach 1954–1972.
Gromadę Krzątka z siedzibą GRN w Krzątce utworzono – jako jedną z 8759 gromad na obszarze Polski – w powiecie kolbuszowskim w woj. rzeszowskim na mocy uchwały nr 23/54 WRN w Rzeszowie z dnia 5 października 1954. W skład jednostki weszły obszary dotychczasowych gromad Krzątka i Rusinów ze zniesionej gminy Majdan w tymże powiecie. Dla gromady ustalono 21 członków gromadzkiej rady narodowej.
29 lutego 1956 z gromady Krzątka wyłączono część obszaru o pow. 24,8 ha, na której znajduje się las państwowy, włączając ją do gromady Tarnowska Wola w powiecie tarnobrzeskim w tymże województwie.
Gromada przetrwała do końca 1972 roku, czyli do kolejnej reformy gminnej.